# Ivrea
Ivrea är en stad och kommun i storstadsregionen Turin, innan 2015 provinsen Turin, i regionen Piemonte, Italien. Kommunen hade 23 637 invånare (2017). Ivrea ligger cirka 50 kilometer norr om Turin. I staden grundades Olivetti 1908 av Camillo Olivetti.
Namnet Ivrea är en förkortad version av det romerska ursprungsnamnet Augusta Eporedia. Eporedia betyder i sin tur plats där man byter hästar.
Ivrea är omtalat för sin karneval som har ett dominerande inslag av att man kastar apelsiner på varandra.

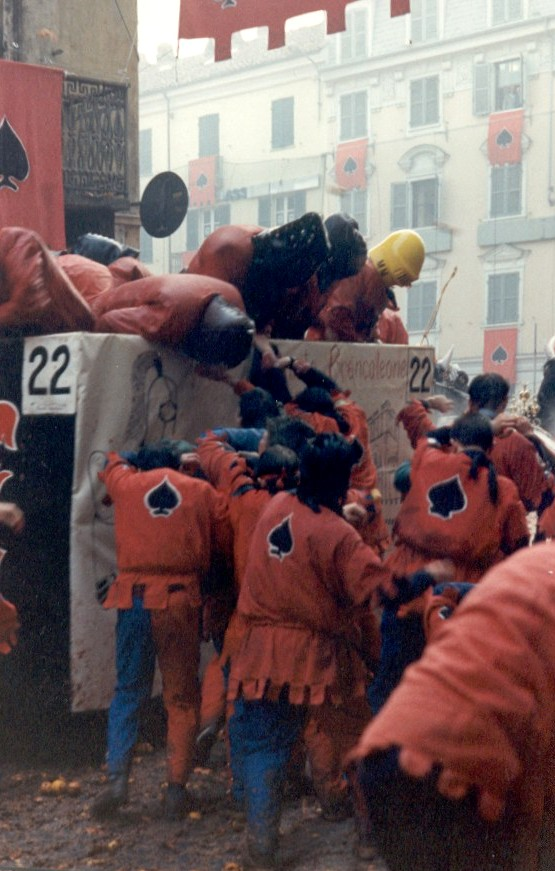
Karnevalen i Ivrea: battaglia delle arance - apelsinsbataljen.

## Kända personer från Ivrea
- Roberto Accornero, skådespelare
- Adriano Olivetti, företagsledare, ingenjör och politiker
- Camillo Olivetti, ingenjör och företagsledare